# Landenhausen
Landenhausen is een plaats in de Duitse gemeente Wartenberg (Hessen), deelstaat Hessen, en telt 1383 inwoners (2006).